# Villamuriel de Cerrato
Villamuriel de Cerrato è un comune spagnolo di 6 010 abitanti situato nella comunità autonoma di Castiglia e León.